# Кравани (Прешовский край)
Кравани (словац. Kravany) — село и одноимённая община в районе Попрад Прешовского края Словакии. В письменных источниках начинает упоминаться с 1398 года.

## География
Село расположено в западной части края, на левом берегу реки Горнад, при автодороге 3074. Абсолютная высота — 709 метров над уровнем моря. Площадь муниципалитета составляет 24,34 км².

## Население
По данным последней официальной переписи 2021 года, численность населения Краван составляла 897 человек.
Динамика численности населения общины по годам:
| Год:                | 1994 | 2004    | 2014     | 2024    |
| ------------------- | ---- | ------- | -------- | ------- |
| Количество человек: | 774  | 817     | 903      | 900     |
| Разница:            |      | +5,55 % | +10,52 % | −0,33 % |

Национальный состав населения (по данным переписи населения 2011 года):
| Национальность | Численность, человек |
| -------------- | -------------------- |
| словаки        | 816                  |
| цыгане         | 40                   |
| немцы          | 1                    |
| чехи           | 1                    |
| другие         | 1                    |
| не указана     | 24                   |
| всего          | 883                  |

По данным переписи 2021 года, в конфессиональном составе населения преобладали католики (88,8 %), также были представлены греко-католики (0,9 %), лютеране (0,6 %), православные христиане (0,6 %) и др. 8,4 % населения деревни составляли атеисты.